# الملعب الأولمبي بباجة
الملعب الأولمبي بباجة ملعب رياضي متعدد الاختصاصات يقع بمدينة باجة بتونس. 
تبلغ طاقة استيعابه 15500 متفرج وهو يحتضن مباريات كرة القدم التي يشارك فيها نادي الأولمبي الباجي.
يحتضن الملعب دورات مهرجان باجة الدولي الصيفية
كان حفل فاطمة بوساحة،بالملعب أكبر تجمع إذ حضر 22000 متفرج 12500 على الكراسي و9500 على الملعب المعشب